# 環狀電流
環狀電流是被困在行星磁層內的帶電粒子所運載的電流，它是在經度（縱剖面） 上漂移的高能（10–200 keV）粒子。

## 地球的環狀電流

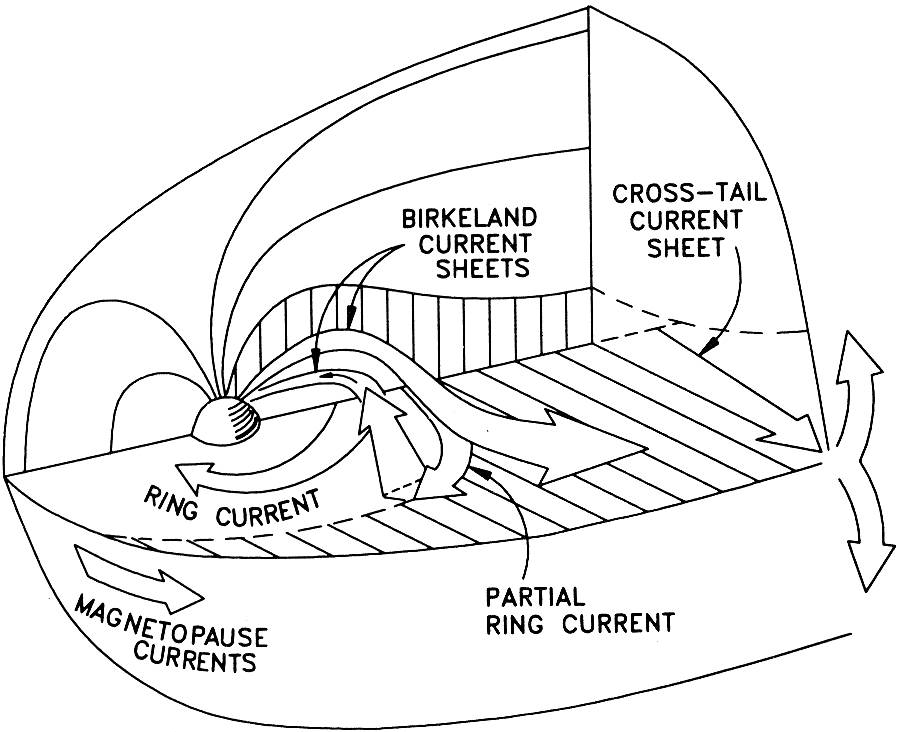
不同電流系統下圖解的地球磁層形狀。

地球的環狀電流是負責保護地球低緯度磁層的電場，因此它在磁暴的電動力學下有巨大的效應。環狀電流系統包含距離3至5RE的帶，躺在赤道平面附近並以順時針方向流動著（當從北極方向觀看時）。在這個區域內的微粒產生一個和地磁場相反的磁場，因此一位地球上的觀測者會觀測到這個區域磁場的衰減。:135
環狀電流的能量主要是由離子來運載，絕大多數都是質子。然而，環狀電流內也曾經觀測到α質點，一種在太陽風中含量豐富的離子。另外，一些百分比是氧離子（O+），與在地球電離層中相似，但是能量更高。這些離子的混合表示環狀電流中的離子可能有一種以上的來源。環狀電流內微粒的能量範圍從0.05 MeV 至 1 MeV。

## 環狀電流和地磁的風暴（磁暴）
當磁暴發生時，在環狀電流中的粒子數量增加，导致观测到的地磁場强度減少。